# المغرب الفاسي (كرة السلة)
المغرب الفاسي لكرة السلة (بالفرنسية: Maghreb de Fès (Basket-ball)) فريق كرة سلة مغربي من مدينة فاس تأسس سنة 1946، يمارس بالدوري المغربي لكرة السلة. شارك في عدة بطولات دولية، سواء بطولات عربية أو إفريقية.

## التاريخ
فاز بعدة بطولات مغربية وبكؤوس العرش ويعتبر النادي الوحيد المغربي بجانب نادي جمعية سلا اللذان فازا بكأس الأندية الأفريقية لكرة السلة.
فاز ببطولة أفريقيا للأندية سنة 1998 على نضيره «الزمالك المصري». و كأس إفريقيا للأندية الفائزة بالكأس سنة 1996، وفاز الفريق أيضا بكأس العرش (سبع مرات) كذلك واحتل المرتبة الأولى في البطولة الوطنية. يمارس أغلب لاعبي الفريق ضمن لائحة المنتخب المغربي لكرة السلة.

## أبرز اللاعبين
- كمال عقبة
- ادريس الغساسي
- نبيل الصواري
- محي الدين تحسين
- نبيل المسيح
- فتاح بوحبة
- جاد المطارفي
- الكعدودي
- الحسايني

## الإنجازات

### ألقاب النادي
|  | البطولات                           | الألقاب | السنوات                                  |
|  | ---------------------------------- | ------- | ---------------------------------------- |
|  | الدوري المغربي لكرة السلة          | 5       | 1996، 1997، 1998، 2003، 2007             |
|  | كأس العرش لكرة السلة               | 7       | 1989، 1992، 1995، 1996، 1997، 1998، 2008 |
|  | كأس الأندية الأفريقية لكرة السلة   | 1       | 1998                                     |
|  | كأس إفريقيا للأندية الفائزة بالكأس | 1       | 1996                                     |